# Eduard Tubin
Eduard Tubin, född 18 juni 1905 i Torila i Guvernementet Livland (nutida Estland), död 17 november 1982 i Handen i Stockholms län, var en estnisk-svensk tonsättare.

## Biografi
Tubin var en väletablerad tonsättare i Estland då han 1944 flydde till Sverige på grund av den sovjetiska ockupationen. I sitt nya hemland uppnådde han aldrig en position i musiklivet som stod i proportion till hans kvalifikationer; han arbetade i många år som musikarkivarie vid Drottningholmsteatern. Däremot var han fortsatt mycket uppmärksammad i Estland, trots sin exil, och gjorde regelbundna besök där.
Hans musik står på tonal grund men blev med åren allt mer fritonal. I de flesta av sina symfonier uttrycker han sig kraftfullt, kanske allra mest i den dramatiska och upprörda sjätte symfonin (1954), medan andra verk är mer romantiska, t.ex. den första violinkonserten (1941–42). I vissa verk bearbetade han folkmusik, t.ex. Sinfonietta över estniska motiv (1940) och Svit över estniska dansvisor för violin och orkester (1974).
1932 gifte han sig med skådespelerskan Linda Pirn och samma år föddes deras son Rein Tubin. Efter skilsmässa gifte han sig 1941 med balettdansösen Elfriede Saarik (senare Erika Tubin). Deras son Eino föddes 1942.
Tubin begravdes på Skogskyrkogården i Stockholm men 2018 flyttades hans och Erikas urnor till Tallinn.

## Priser och utmärkelser
- 1977 – Atterbergpriset
- 1982 – Ledamot nr 835 av Kungliga Musikaliska Akademien

## Viktiga verk
- Symfoni nr 1, 1931–34
- Symfoni nr 2, Legendarisk symfoni, 1937
- Kratt, balett, 1940
- Symfoni nr 3, 1940–42
- Symfoni nr 4, Sinfonia lirica, 1943/1978
- Symfoni nr 5, 1946
- Symfoni nr 6, 1954
- Symfoni nr 7, 1958
- Svit ur baletten Kratt, 1961
- Symfoni nr 8, 1966
- Barbara von Tisenhusen, opera, 1968
- Symfoni nr 9, Sinfonia semplice, 1969
- Prosten från Reigi, opera, 1971
- Symfoni nr 10, 1973
- Rekviem för fallna soldater för manskör, altsolist, orgel, trumpet och slagverk, 1979

## Inspelningar
På 1980-talet utkom de flesta av Tubins orkesterverk på skiva för första gången, tolkade av hans landsman Neeme Järvi på det svenska bolaget BIS Records. En symfonicykel dirigerad av en annan estländare, Arvo Volmer, gavs ut runt millennieskiftet på det finska bolaget Alba Records.